# Wyrocznia (Matrix)
Wyrocznia – postać fikcyjna pojawiająca się w filmach Matrix, Matrix Reaktywacja i Matrix Rewolucje oraz w grach Enter the Matrix oraz The Matrix Online. W pierwszej i drugiej części trylogii grana przez Glorię Foster; z powodu śmierci aktorki w trzecim filmie w Wyrocznię wcieliła się Mary Alice.

## Opis ogólny
W pierwszym filmie Wyrocznia jawi się jako tajemnicza, ale potężna osobowość, opisana w oryginalny sposób jako pogodna staruszka ze słabością do tytoniu oraz pieczenia ciasteczek. Posiada moc przewidywania, której używa, by wspomagać ludzi stawiających opór systemowi. Po wydarzeniach z filmu Matrix Reaktywacja wyjaśnia, że jest programem zintegrowanym z Matriksem u samych jego podstaw. Pytanie, czy jej zdolność przewidywania polega na deterministycznych poglądach postaci, nie znajduje klarownej, konkretnej odpowiedzi w żadnym z filmów. Wyrocznia tłumaczy, że nikt nie może spoglądać poza wybór, którego nie rozumie, nie wyłączając jej samej. Staje się jasne, że nie może przewidzieć wyborów dokonywanych przez Neo, który posiadł prawdziwie wolną wolę, kiedy odmówił logicznego posłuszeństwa w pokoju Architekta. 
Jej moc przewidywania jest prawdopodobnie oparta nie na wiedzy o niezaprzeczalnej i obecnie zdeterminowanej przyszłości, a raczej na wyliczeniach i kalkulacjach. Architekt opisuje Wyrocznię jako "program zaprojektowany do zbadania ludzkiej psychiki"; w ten sposób Matriks stał się miejscem akceptowalnym do życia dla większości osobników. Wyrocznia ukazuje swoje zdolności do przewidywania w sposób typowy dla programu Matriksa, znając prawdopodobną reakcję człowieka; jest to najbardziej wyraźne w momencie, kiedy Neo wybiera pomiędzy swoim życiem a istnieniem Morfeusza. Wyrocznia wiedząc, iż Agenci będą poszukiwali Morfeusza, a ten będzie starał się odnaleźć Wybrańca oraz widząc reakcje Cyphera (jak przykładowo rozmowa ze Smithem), przewidziała najbardziej prawdopodobne wydarzenie.